# Юдино (станция)
Ю́дино — железнодорожная станция Казанского региона Горьковской железной дороги в посёлке Юдино Кировского района Казани. Крупная сортировочная станция на Казанском узле. Станция находится на линии Москва — Казань — Екатеринбург на расстоянии 781 км от Москвы.
Станция является узловой. В её восточной горловине сходятся: южный ход, ведущий через станцию Казань-Пассажирская и северный обход Казани, проходящий через станцию Восстание, оба ведущие в восточном направлении к станции Дербышки. По обоим ходам осуществляется движение пассажирских поездов дальнего следования и пригородных поездов.
На разных направлениях (чётном и нечётном) имеются две платформы и два вокзала (Юдино-1 и Юдино-2), расположенные по обе стороны Центрального (сортировочного) парка станции и связанные новым частично крытым пешеходным мостом.
На платформах останавливаются все казанские электропоезда, а также некоторые поезда дальнего следования.
На станции расположено одноимённое локомотивное депо ТЧ-14 Юдино (основанное в 1914 году), цех ремонта электропоездов моторвагонного депо Казань ТЧМ-17, эксплуатационное вагонное депо ВЧДЭ-17. Рядом с чётным вокзалом расположен музей станции Юдино.

## История строительства
В 1912 году началось строительство железной дороги от станции Красная Горка (Юдино) до Екатеринбурга через Восстание-Пассажирская. В 1914 была открыта станция Юдино с небольшим депо. На станции Красная Горка вместо вокзала имелась крытая платформа.

## Дальнее сообщение
| № поезда       | Маршрут следования       | № поезда       | Маршрут следования       |
| -------------- | ------------------------ | -------------- | ------------------------ |
| 51 «Фирменный» | Ижевск — Нижний Новгород | 52 «Фирменный» | Нижний Новгород — Ижевск |

## Галерея
|  |  |  |